# Igor Sijsling

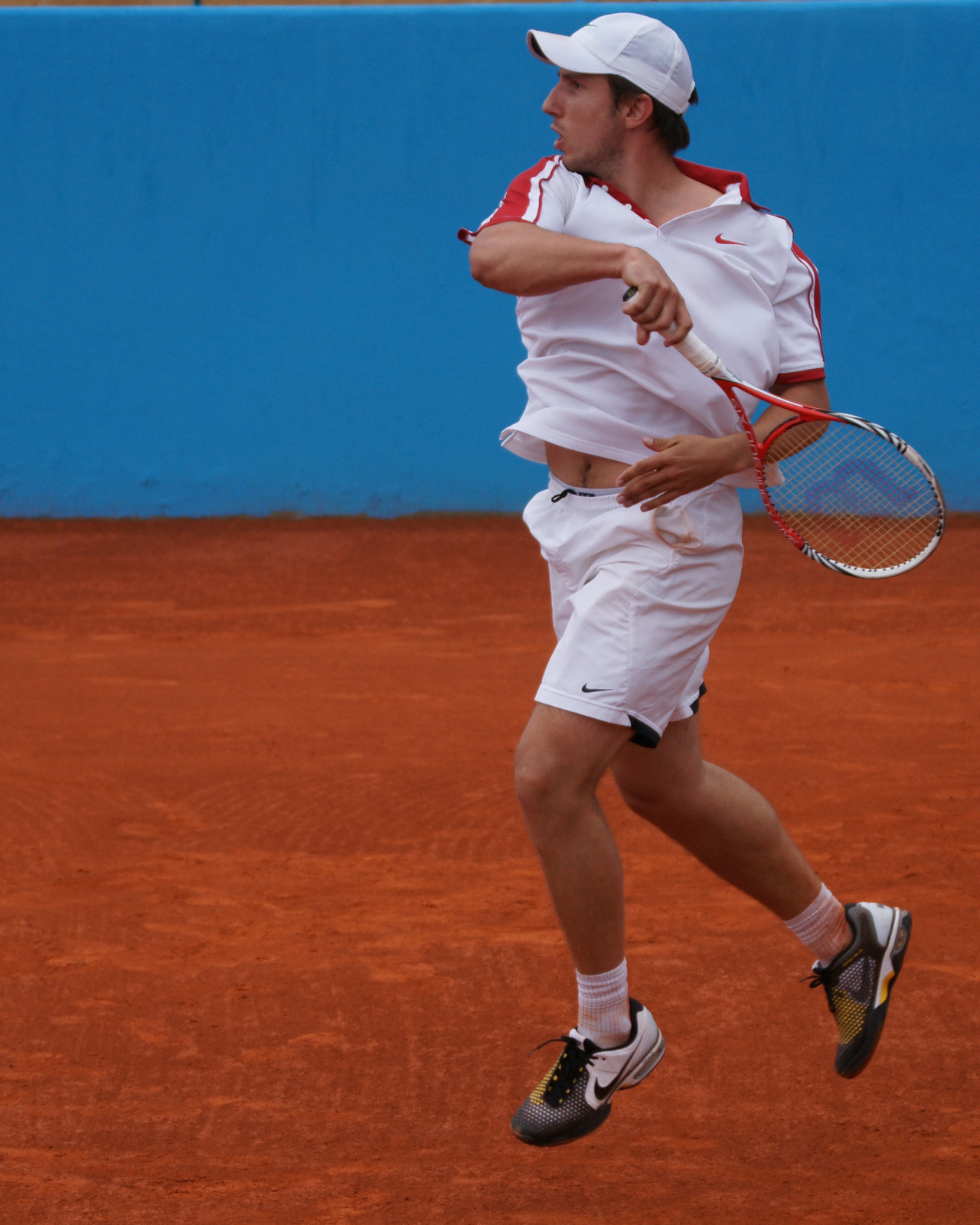
Igor Sijsling à l'Open de Nice 2012.

Igor Sijsling, né le 18 août 1987 à Amsterdam, est un joueur de tennis néerlandais, professionnel depuis 2006.
Il a été finaliste du double messieurs de l'Open d'Australie 2013 avec Robin Haase.

## Carrière
Igor Sijsling est finaliste du championnat d'Europe junior en 2004 et atteint le 10e rang mondial à l'issue du tournoi.
En simple, il joue principalement sur le circuit Challenger où il a remporté 7 titres : à Saransk en 2006, Eckental en 2010, Alphen-sur-le-Rhin en 2011, Quimper, Wolfsbourg et Vancouver en 2012 et Brescia en 2015. Il remporte à Saransk le premier tournoi Challenger qu'il dispute sans invitation.
Sur le circuit principal, son meilleur résultat est une demi-finale au tournoi de Düsseldorf 2013 puis au tournoi de Rotterdam 2014 après avoir éliminé dans les deux cas Philipp Kohlschreiber. Le meilleur joueur qu'il ait battu est Jo-Wilfried Tsonga, 8e mondial, lors du tournoi de Rotterdam 2013. En Grand Chelem, son meilleur résultat est un 3e tour au tournoi de Wimbledon 2013 où il bat au second tour Milos Raonic, 17e mondial. Dans les Masters 1000, il écarte Alexandr Dolgopolov au premier tour à Paris-Bercy en 2012 et Tommy Haas à Madrid en 2014.
C'est en double qu'il a réalisé ses plus belles performances. Il atteint une première finale d'un tournoi ATP à Amersfoort en 2008 avec Jesse Huta Galung. Puis en 2013, il atteint à la surprise générale la finale de l'Open d'Australie avec Robin Haase. Ils battent en demi-finale la 3e paire mondiale Marcel Granollers et Marc López puis s'inclinent en finale contre les numéros 1 mondiaux Bob et Mike Bryan. En juillet 2013, il atteint la finale à Bogota et remporte son premier titre à Atlanta avec Édouard Roger-Vasselin.
Sélectionné à dix reprises en Coupe Davis, il a notamment battu Victor Hănescu en 2013 et disputé un match contre Tomáš Berdych au premier tour du Groupe mondial en 2014.

## Palmarès

### Titre en double messieurs
| No | Date       | Nom et lieu du tournoi    | Catégorie | Surface    | Partenaire             | Finalistes                    | Score     |          |
| -- | ---------- | ------------------------- | --------- | ---------- | ---------------------- | ----------------------------- | --------- | -------- |
| 1  | 22/07/2013 | BB&T Atlanta Open Atlanta | ATP 250   | Dur (ext.) | Édouard Roger-Vasselin | Colin Fleming Jonathan Marray | 7-66, 6-3 | Parcours |

### Finales en double messieurs
| No | Date       | Nom et lieu du tournoi                    | Catégorie   | Surface      | Vainqueurs                     | Partenaire             | Score      |          |
| -- | ---------- | ----------------------------------------- | ----------- | ------------ | ------------------------------ | ---------------------- | ---------- | -------- |
| 1  | 20/07/2008 | Tournoi de tennis des Pays-Bas Amersfoort | Int' Series | Terre (ext.) | František Čermák Rogier Wassen | Jesse Huta Galung      | 7-5, 7-5   | Parcours |
| 2  | 14/01/2013 | Australian Open Melbourne                 | G. Chelem   | Dur (ext.)   | Bob Bryan Mike Bryan           | Robin Haase            | 6-3, 6-4   | Parcours |
| 3  | 15/07/2013 | Claro Open Colombia Bogota                | ATP 250     | Dur (ext.)   | Purav Raja Divij Sharan        | Édouard Roger-Vasselin | 7-64, 7-63 | Parcours |

## Parcours dans les tournois duGrand Chelem

### En simple
| Année | Open d'Australie | Open d'Australie | Internationaux de France | Internationaux de France | Wimbledon       | Wimbledon        | US Open         | US Open         |
| ----- | ---------------- | ---------------- | ------------------------ | ------------------------ | --------------- | ---------------- | --------------- | --------------- |
| 2011  | —                | —                | —                        | —                        | 1er tour (1/64) | I. Kunitsyn      | —               | —               |
| 2012  | —                | —                | 1er tour (1/64)          | Gilles Müller            | —               | —                | 2e tour (1/32)  | David Ferrer    |
| 2013  | 1er tour (1/64)  | D. Istomin       | 2e tour (1/32)           | T. Robredo               | 3e tour (1/16)  | Ivan Dodig       | 1er tour (1/64) | P. Gojowczyk    |
| 2014  | 1er tour (1/64)  | T. Kokkinakis    | 1er tour (1/64)          | David Ferrer             | 1er tour (1/64) | P. Kohlschreiber | 1er tour (1/64) | Víctor Estrella |
| 2015  | 1er tour (1/64)  | R. Berankis      | 1er tour (1/64)          | Ernests Gulbis           | 1er tour (1/64) | Sam Querrey      | —               | —               |
| 2016  | —                | —                | 2e tour (1/32)           | Nick Kyrgios             | 1er tour (1/64) | Jiří Veselý      | —               | —               |

N.B. : à droite du résultat se trouve le nom de l'ultime adversaire.

### En double
| Année | Open d'Australie               | Open d'Australie      | Internationaux de France        | Internationaux de France | Wimbledon                       | Wimbledon              | US Open                     | US Open                  |
| ----- | ------------------------------ | --------------------- | ------------------------------- | ------------------------ | ------------------------------- | ---------------------- | --------------------------- | ------------------------ |
| 2012  | —                              | —                     | —                               | —                        | —                               | —                      | 1er tour (1/32) M. Emmrich  | Brian Baker Rajeev Ram   |
| 2013  | Finale Robin Haase             | Bob Bryan Mike Bryan  | 1er tour (1/32) Robin Haase     | C. Kas O. Marach         | 1er tour (1/32) Robin Haase     | E. Schwank H. Zeballos | 1er tour (1/32) Robin Haase | Lu Yen-hsun Divij Sharan |
| 2014  | 1er tour (1/32) J. Huta Galung | P. Oswald S. Stadler  | 2e tour (1/16) R. Bautista-Agut | D. Nestor N. Zimonjić    | 2e tour (1/16) R. Bautista-Agut | Bob Bryan Mike Bryan   | 2e tour (1/16) Robin Haase  | M. Granollers Marc López |
| 2015  | 1er tour (1/32) G. Müller      | B. Becker Artem Sitak | —                               | —                        | —                               | —                      | —                           | —                        |

N.B. : le nom du ou de la partenaire se trouve sous le résultat ; le nom des ultimes adversaires se trouve à droite.

## Parcours dans lesMasters 1000
| Année | Indian Wells         | Miami                   | Monte-Carlo        | Madrid              | Rome               | Canada | Cincinnati | Shanghai | Paris                 |
| ----- | -------------------- | ----------------------- | ------------------ | ------------------- | ------------------ | ------ | ---------- | -------- | --------------------- |
| 2012  | —                    | —                       | —                  | —                   | —                  | —      | —          | —        | 2e tour J. Tipsarević |
| 2013  | 1er tour J. Nieminen | 2e tour Tommy Haas      | —                  | —                   | —                  | —      | —          | —        | 1er tour Marin Čilić  |
| 2014  | 1er tour Jiří Veselý | 1er tour Roger-Vasselin | 1er tour J. Chardy | 2e tour J. Nieminen | 2e tour Tommy Haas | —      | —          | —        | —                     |
| 2015  | 2e tour R. Nadal     | —                       | —                  | —                   | —                  | —      | —          | —        | —                     |

N.B. : sous le résultat se trouve le nom de l’ultime adversaire.

## Classements ATP en fin de saison
| Année          | 2004 | 2005 | 2006 | 2007 | 2008 | 2009 | 2010 | 2011 | 2012 | 2013 | 2014 | 2015 | 2016 | 2017 | 2018 | 2019 | 2020 | 2021 | 2022 | 2023 |
| Rang en simple | 1339 | 714  | 296  | 500  | 503  | 245  | 127  | 199  | 69   | 69   | 84   | 146  | 178  | 519  | 489  | 331  | 286  | 370  | –    | –    |
| Rang en double | –    | 900  | 332  | 251  | 339  | 353  | 258  | 340  | 330  | 39   | 185  | 319  | 533  | 855  | 633  | 620  | 638  | 299  | –    | 1211 |

Source : (en) Classements de Igor Sijsling sur le site officiel de la Fédération internationale de tennis